# Larstorpagölen (Ingatorps socken, Småland)
Larstorpagölen är en sjö i Eksjö kommun i Småland och ingår i Emåns huvudavrinningsområde.